# Karl Bull
Karl Sigwald Johannes Bull, född 30 juni 1860 i Kristiania, död 27 december 1936, var en norsk officer. 
Bull blev officer 1880 och överstelöjtnant 1905. Han var under förhandlingarna i Karlstad samma år en av den norska delegationens militära sakkunniga. Han var 1910–12 försvarsminister i Wollert Konows samlingsregering, varvid han den 1 januari genomförde en viktig omorganisation av den norska armén, liksom han under denne tid lade grunden till viktiga förbättringar av den norske marinen. 
Bull blev 1915 generalmajor, chef för andra brigaden och kommendant på Akershus fästning, 1919 generalinspektör för infanteriet och tog avsked 1928. Bull, som flera gånger belönades för utredningar om militära frågor, var en av Norges mest bemärkta militärpolitiska författare och föredragshållare.